# 鳳岡駅
鳳岡駅（ポンガンえき、봉강역）は朝鮮民主主義人民共和国咸鏡北道漁郎郡に位置する朝鮮民主主義人民共和国鉄道省平羅線の駅である。

## 歴史
- 1924年10月11日：開業[1]。